# Laila Schou Nilsenová
Laila Schou Nilsenová (18. března 1919 Kristiania – 30. července 1998 Oslo) byla norská alpská lyžařka a rychlobruslařka, jedna z průkopnic ženského rychlobruslení.
V alpském lyžování získala bronzovou medaili na Zimních olympijských hrách 1936 v kombinaci. Kromě toho startovala také na zimní olympiádě 1948 ve sjezdu (7. místo), slalomu (14. místo) a kombinaci (13. místo).
Jako rychlobruslařka byla čtvrtá na neoficiálním Mistrovství světa 1934, o rok později tuto soutěž vyhrála. Prvního oficiálního ročníku 1936 se nezúčastnila, na mistrovství v letech 1937 a 1938 získala zlaté medaile. Na národních šampionátech vybojovala v letech 1934–1940 dalších šest cenných kovů, z toho čtyři zlata.
Hrála také tenis, házenou a v roce 1963 se zúčastnila Rallye Monte Carlo.